# Saint-Genest-Malifaux
Saint-Genest-Malifaux é uma comuna francesa na região administrativa de Auvérnia-Ródano-Alpes, no departamento de Loire. Estende-se por uma área de 47,08 km². Em 2010 a comuna tinha 3 036 habitantes (densidade: 64,5 hab./km²).